# Едуар Мантуа
Едуар Мантуа (фр. Édouard Mantois, 23 серпня 1848 — 23 квітня 1900) — французький яхтсмен.
Бронзовий призер Олімпійських Ігор 1900 року в першому запливі в класі 1—2 тонни.